# Arrifana (Strand)
Arrifana (portugiesisch Praia da Arrifana) ist ein Strand im Süden Portugals, am Fuße der gleichnamigen Ortschaft, in der Gemeinde Aljezur in der Region Algarve.

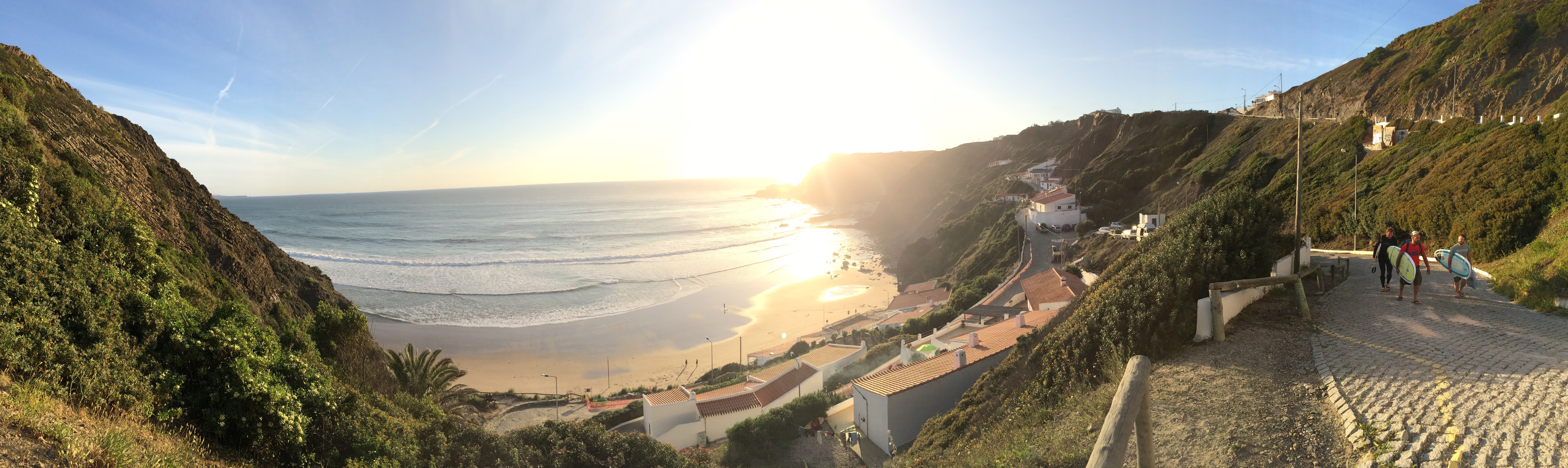
Der Strand von Arrifana bei Sonnenuntergang

## Beschreibung
Arrifana ist ein mit der Blauen Flagge ausgezeichneter Strand im Costa-Vicentina-Naturpark, der sich über eine Länge von 500 m erstreckt. An seinem südlichen Ende befindet sich eine Gesteinsformation im Wasser, die aufgrund ihrer vertikalen Form Pedra da Agulha (Nadelfelsen) genannt wird.
Der Strand liegt in einer Bucht und wird von hochaufsteigenden Steinklippen geschützt, die zum Teil mit Wohnhäusern bebaut sind. Nationale und internationale Bekanntheit erlangte Arrifana durch seine ganzjährig hohe Wellenqualität, die ihn zum beliebten Ziel für Surfer macht. An den letzten Juli-Wochenenden veranstaltet ein lokales Restaurant in Zusammenarbeit mit der lokalen Fischerorganisation Associação de Pescadores da Arrifana ein Fest zu Ehren des Patrons der Fischer.